# Wechsel (Konstruktionslehre)
Gliedwechsel, Formenwechsel, Lagenwechsel, Zahlenwechsel und Griffwechsel sind systematische Arbeitsmethoden in der  Konstruktionslehre. Sie werden vorwiegend bei der Konstruktion von Maschinen und Geräten, insbesondere von deren beweglichen Mechanismen (Getrieben), angewendet.
Der Wechsel findet zwischen zwei oder mehreren Möglichkeiten eines technischen Grundprinzipes statt. Das systematische Vorgehen besteht vor allem darin, dass möglichst alle Möglichkeiten beachtet werden.
Ausgehend von einer ersten oder bereits bestehenden Konstruktion finden Abwandlungen durch Wechsel zu einer anderen Möglichkeit statt. Nach Erarbeiten mehrerer Lösungen wird eine optimale zur Verwendung ausgewählt.

## Beispiele

### Gliedwechsel
Beim mehrgliedrigen Getriebemechanismus (Kinematische Kette) kann jedes der Glieder Gestell, angetriebenes  oder ein anderes Glied mit einer bestimmten Funktion sein. Durch den dabei stattfindenden Gliedwechsel entsteht eine große Zahl von grundlegenden Koppelgetrieben, von denen jede Art für je einen besonderen Aufgabenbereich geeignet ist.
 Bei einfacheren Mechanismen wie Gesperren oder Spannwerken (keine geschlossene Gliedkette) entstehen durch Gliedwechsel Bauvarianten für eine gleichbleibende Funktion, die sich nur in Herstellung, Gebrauch u. ä. unterscheiden.

Diese Art der Abwandlung nannte schon Franz Reuleaux Gliedwechsel.

### Formenwechsel
Als Zeiger einer Sonnenuhr dient meistens ein Schattenzeiger (Linie oder Punkt). Durch Formenwechsel des schattenwerfenden Gegenstandes von einem Stab oder einer kleinen Kugel zu einem Schlitz oder einem Loch entsteht ein Lichtzeiger. Der Lichtzeiger wird seltener angewendet, da der Schlitz bzw. das Loch über den Tag jeweils gegen die Sonnenrichtung nachzustellen ist.

Bei den Mechanismen wird der Begriff enger angewendet und auch Paarumkehrung  genannt.  Die ein Gelenk zwischen zwei Gliedern  bildenden Bauteile (z. B. eine Welle in einem Lagerring) werden umgekehrt mit den beiden Gliedern verbunden.

### Lagenwechsel
Die Anwendung des Begriffs Lagenwechsel ist eng an Mechanismen gebunden, wobei von innerer und äußerer Lage gesprochen wird. Ein Beispiel ist die Führung einer Rolle durch eine  Kurve, wobei die Kurve die Außenform  (äußere Lage) des entsprechenden Gliedes ist, oder als die Rolle umschließende (innere Lage) gekurvte Nut ausgeführt wird. Lagenwechsel findet auch statt, wenn an einem der beiden Räder einer Zahnradpaarung ein Wechsel zwischen Außen- und Innenverzahnung  stattfindet.

### Zahlenwechsel
Bei Mechanismen wird als Zahlenwechsel oftmals nur der Wechsel auf eine parallele Anordnung von zwei gleichen Gliedern zwischen den anderen Gliedern verstanden. Sowohl von Zahlenwechsel als auch von Gliedwechsel kann auch bei Messinstrumenten  gesprochen werden, bei denen sich viele Zeiger (bewegte Skala) gegen einen einzigen Skalenpunkt (ruhende Skala) bewegen.

### Griffwechsel
Von Griffwechsel wird bei Mechanismen gesprochen, die von Hand betätigt werden wie die meisten Spannwerke. Zur Betätigung kann prinzipiell jedes Glied benutzt werden, was aber nicht immer praktisch ist. So scheidet der Fall aus, in dem der „Griff“ nicht am Gestell angelenkt ist und in ihn eine „höhere“ Bewegung einzuleiten ist. Beispiel ist der Bügelverschluss an einer Flasche. Die Kraftverhältnisse wären zusätzlich ein praktisches Hindernis, wollte man den Verschluss durch Bewegen des zum Deckel führenden Bügels oder des Deckels selbst herstellen.